# Friendly Enemies
Friendly Enemies è un film muto del 1925 diretto da George Melford. La sceneggiatura si basa sull'omonimo lavoro teatrale di Samuel Shipman e Aaron Hoffman (New York 22 luglio 1918).

## Produzione
Il film fu prodotto da David Belasco: Friendly Enemies è il terzo film di cinque che furono prodotti nell'arco di tre anni dalla sua compagnia, la Belasco Productions.
Il soggetto è tratto da un lavoro teatrale del 1918 - scritto a quattro mani da Samuel Shipman e Aaron Hoffman - che portava in scena le diverse prese di posizione degli immigrati di origine tedesca davanti all'intervento degli Stati Uniti nella prima guerra mondiale. La pièce aveva avuto un grande successo a Broadway, rappresentata per un totale di 440 repliche dal luglio del 1918 all'agosto del 1919.

## Distribuzione
Il copyright del film, richiesto dalla Belasco Productions, Inc., fu registrato il 7 aprile 1925 con il numero Lp21340.
Distribuito dalla Producers Distributing Corporation (PDC), il film uscì nelle sale cinematografiche statunitensi il 16 marzo 1925.
Non si conoscono copie ancora esistenti della pellicola che potrebbe essere presumibilmente perduta.